# Alexander Rigler

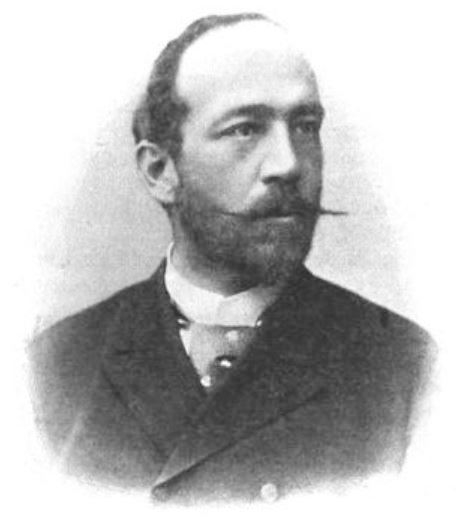
Alexander Rigler (1848–1906)

Alexander Rigler (* 20. November 1848 in Konstantinopel; † 13. Oktober 1906 in Graz) war ein österreichischer Staatsanwalt und erster Präsident der Sektion Graz sowie des Deutschen und Österreichischen Alpenvereins (DuOeAV).

## Leben
Sein Vater war der Arzt Lorenz Rigler in Graz (1815 bis 1862), seine Mutter war die Karoline Rigler geborene Hulka. Alexander hatte einen Bruder, den Karl Rigler, der in Graz am 10. Mai 1862 geboren wurde.

### Beruf
Alexander Rigler wurde im Jahre 1848 in Konstantinopel geboren. Nach Vollendung seiner Studien an der Grazer Universität trat er im Jahre 1870 als Rechtspraktikant beim hier befindlichen Landesgericht in den Staatsdienst. Am 11. November 1875 wurde er zum Bezirksgerichtsadjunkten für den Grazer Oberlandesgerichtsbezirk mit der Zuteilung zum ansässigen Landesgericht und am 3. Februar 1884 zum Staatsanwaltssubstituten in Leoben ernannt.
Am 25. November desselben Jahres kam Rigler in gleicher Eigenschaft wieder zur Staatsanwaltschaft nach Graz. Am 2. Oktober 1888 erfolgte seine Versetzung als Oberstaatsanwalt-Stellvertreter zur hiesigen Oberstaatsanwaltschaft. Im Februar 1893 wurde ihm der Titel eines Landesgerichtsrates verliehen und am 9. September 1899 erfolgte seine Ernennung zum Oberlandesgerichtsrat. Etwa ein halbes Jahr darauf wurde er mit der Leitung der Oberstaatsanwaltschaft betraut.

### Alpenverein Graz
Zwar schon früh für die Alpen begeistert, begann sein Wirken für das Vereinsleben erst mit dem Jahre 1888, als er zum Obmann der Sektion Graz gewählt wurde. In Mainz auf der abgehaltenen Generalversammlung 1890 überbrachte er die Einladung für die nächste Generalversammlung für 1891 in Graz. Mit den maßgebenden Vertretern der anderen Sektionen kam Rigler durch den regelmäßigen Besuch der Generalversammlungen in Kontakt. In der Sektion Graz, in welcher Rigler seit dieser Generalversammlung eine populäre und allseitig geachtete Persönlichkeit wurde, beriefen sie ihn 1892 in den Wege- und Hüttenbau-Ausschuss. Unter seiner Vorsitzführung wählte die Sektion Graz 1892 die Südabdachung der Niederer Tauern und die Steirische Krakau zu ihrem Arbeitsgebiet. Unter Riglers Vorsitz fasste die Sektion den Beschluss zum Bau einer Hütte am Preber (2740 m ü. A.), der Grazer Hütte, erbaut in den Jahren von 1893 bis 1894 und am 17. September 1894 feierlich eröffnet. Am Preber, der riesigen Grenzscheide zwischen den Bundesländern Salzburg und Steiermark in den Schladminger Tauern, stand nun dem Bergsteiger eine Unterkunft zur Verfügung.

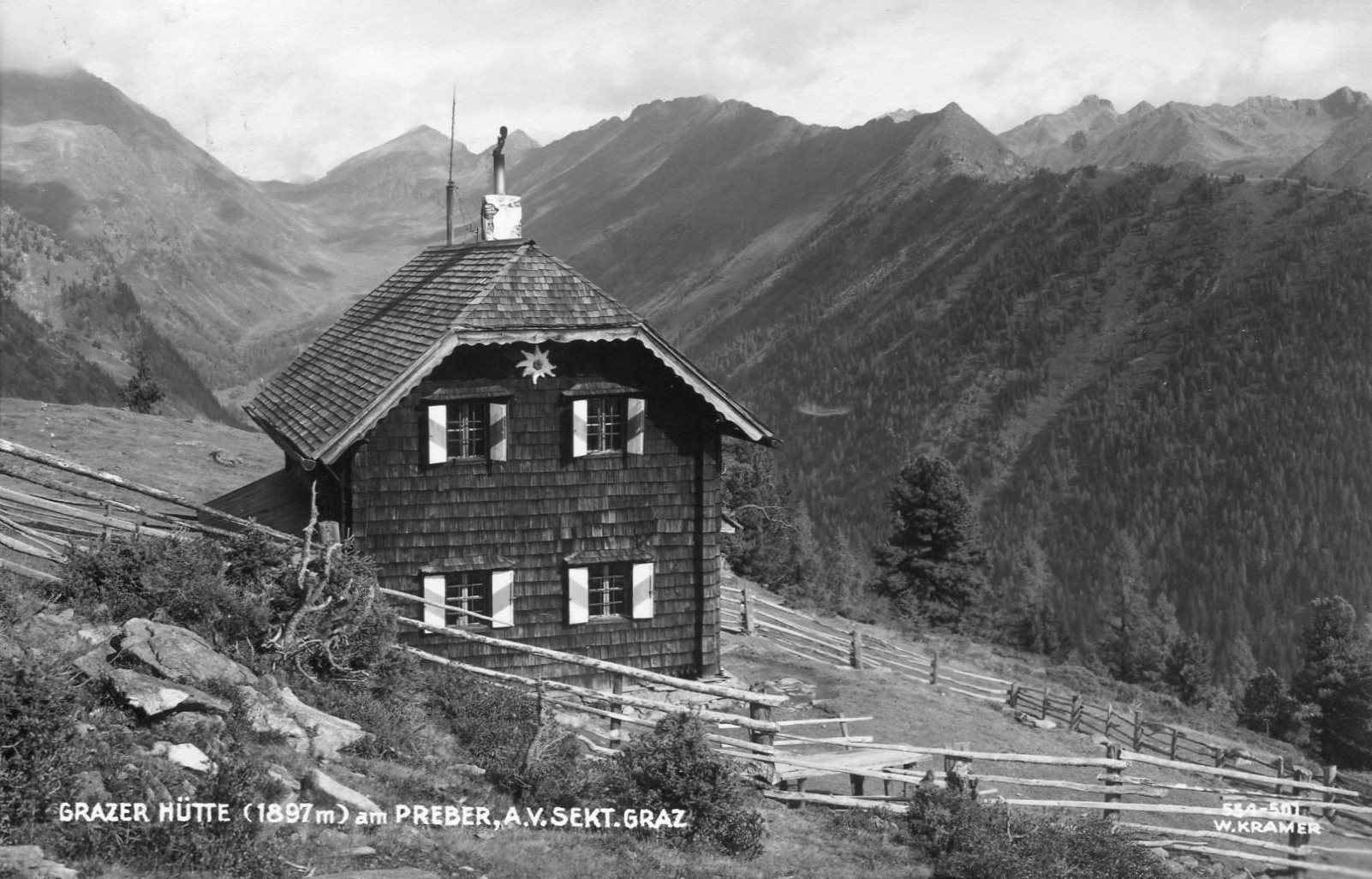
Grazer Hütte 1959

Einige Jahre später wählten sie ihn von 1995 bis 1997 zum 1. Präsidenten des Zentral-Ausschusses des DuOeAV, der in diesen drei Jahren seinen Sitz in Graz hatte. Der Zentral-Ausschuss Graz hatte in diesen Jahren eine Reihe wichtiger, verantwortungsvoller Aufgaben zu lösen, welche die Organisation des Vereins betrafen:
- Die neue Einrichtung der Führerversorgung war durchzuführen
- Die Führerkurse sollten neu organisiert und zu einer stabilen Einrichtung mit fixem Lehrplan werden
- Bezüglich Herstellung der Vereinsschriften sollten für längere Zeit bindende Verträge abgeschlossen werden
- Die Schriftleitung der „Mitteilungen“ und der „Zeitschrift“ sollte vereint werden
- Die Stellung des Generalsekretärs war durch einen Vertrag zu einer festen Anstellung mit Pensionsansprüchen zu gestalten
- Für den Kaiser Franz Josef-Jubiläumsfonds waren Satzungen auszuarbeiten.

Alle diese Arbeiten, welche großen Fleiß, Gründlichkeit und Gewissenhaftigkeit erforderten, waren für Rigler wie geschaffen und er hätte am liebsten alles allein bewältigt, weil er nicht anderen eine Arbeit übertragen wollte, für die er die Verantwortung trug. 
Besonders erwähnenswert war der Erlass des Ackerbauministeriums vom 15. Dezember 1897, in welchem einheitliche Normen für die Verpachtung von Hüttenplätzen durch den Fiskus aufgestellt wurden. Dieser für den Alpenverein günstige und für die Bautätigkeit höchst wichtige Erlass war nur durch die emsigen Bemühungen Riglers erreicht worden, dieser Erlass war gerade noch vor Ablauf seines Mandats als Präsident verabschiedet worden.
Überblickt man die gesamte Tätigkeit des Zentralausschusses Graz, so wird man sie als eine vorwiegend organisatorische charakterisieren, die auf allen Gebieten ertragreich wirkte. Der Verein hatte in diesen Jahren eine Zunahme von 31 Sektionen und 8665 Mitgliedern zu verzeichnen, und die Zahl seiner eingerichteten Hütten war um 28 auf 166 gestiegen, von denen bereits 79 bewirtschaftet wurden.
Rigler nahm noch nach der Zeit seiner Präsidentschaft an den Beratungen über die Schaffung einer Führerkommission teil und übernahm auch wieder die Leitung der Sektion Graz von 1898 bis 1900. Im Jahr 1901 trat er dem Österreichischen Gebirgsverein bei, ebenso war er Mitglied im Naturwissenschaftlichen Verein für die Steiermark. Ab dem Jahr 1899 zog er sich, beruflich zu sehr in Anspruch genommen, ganz zurück und wurde in der Sektion Graz selten gesehen.
Am 13. Oktober 1906 starb Hofrat Alexander Rigler mit nur 58 Jahren, er wurde auf dem Grazer Sankt Peter-Stadtfriedhof beerdigt.